# Filarete da Calabria

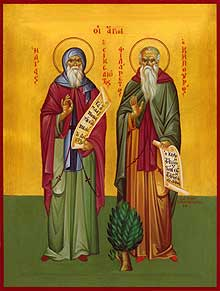
santi Elias de Enna e Filarete

Filarete, disse da Calabria ou o jardineiro (Palermo, 1020 - Palmi, 1070), foi um abade asceta do século XI. Ele é reverenciado como um santo pela Igreja Católica ea Igreja Ortodoxa.

## Biografia
Ele nasceu em Palermo, em 1020, em uma família de origem calabresa deportado para a Sicília pelos sarracenos, e, posteriormente, liberado. Voltar na Calábria em 1040, Filaret viveu em Reggio Calabria e, em seguida, mudou-se para o mosteiro de St. Elias estava no Monte Aulinas em Palmi. Mais tarde, também viveu em Sinopoli e depois voltar para a montanha Aulinas sob a orientação de Orestes, onde passou os últimos 25 anos de sua vida.

## Ligações exteriores
- Biografia Treccani enciclopédia